# バーナバス・シブシソ・ドラミニ
バーナバス・シブシソ・ドラミニ（英: Barnabas Sibusiso Dlamini、1942年5月15日 - 2018年9月28日）は、スワジランドの政治家。1996年から2003年、そして2008年10月から2018年9月まで同国の首相を務めた。
1984年から1993年まで金融相と国際通貨基金（IMF）理事を兼務し、1996年から2003年まで首相を務め、2003年に国王ムスワティ3世の諮問委員会委員になった。
2008年9月の総選挙後、10月16日にドラミニはムスワティ3世から再び首相に任ぜられた。スワジランド労組連合のジャン・シソル事務局長は、彼の首相としての働きについて「政治団体を抑え込み、君主の強権を推進した」と指摘し、「その強権によって法秩序を反故にした」と批難した。野党のリーダーである人民団結民主運動のマリオ・マスク党首は「ドラミニは国王への忠誠によって任命されたが、何の功績もあげていない」と述べた。10月23日にリチャード・バンダ最高裁判所長官のもと、英語とスワジ語の両方で宣誓を行った。首相任期中の2018年4月19日には国名がスワジランドからエスワティニへと変更されている。
2018年9月5日に2回目の首相を退任し、それから1ヶ月も経たない同年9月28日にマンジニの病院で76歳で死去。